# 鳥龍斎栄源
鳥龍斎 栄源（ちょうりゅうさい えいげん、生没年不詳）とは、江戸時代の浮世絵師。

## 来歴
ボストン美術館所蔵の肉筆美人画「遊女図」（絹本着色）に「鳥龍斎栄源画」の落款と花押があり、これによってこの絵の作者とされている。出自・経歴は一切不明だが、その画名から鳥文斎栄之の門人とされており、この「遊女図」は寛政後期から文化頃にかけての作とされる。